# Mercedes-Benz O 405 GTD

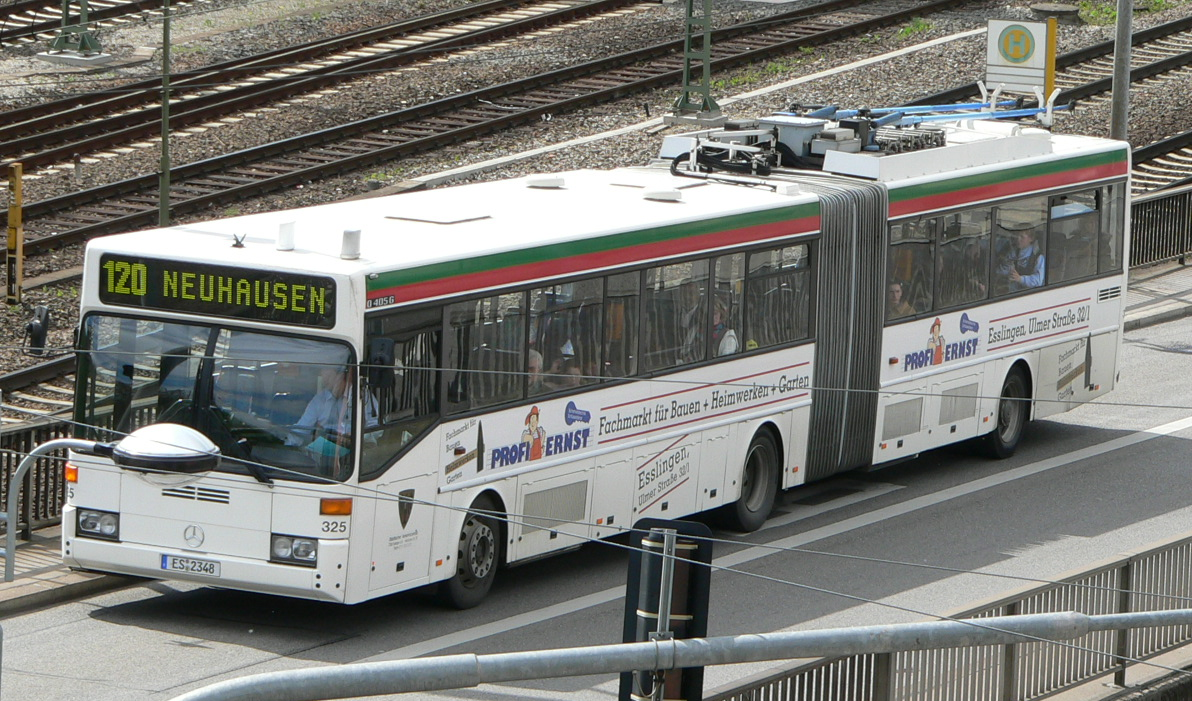
Ein Esslinger O 405 GTD im Dieselmodus

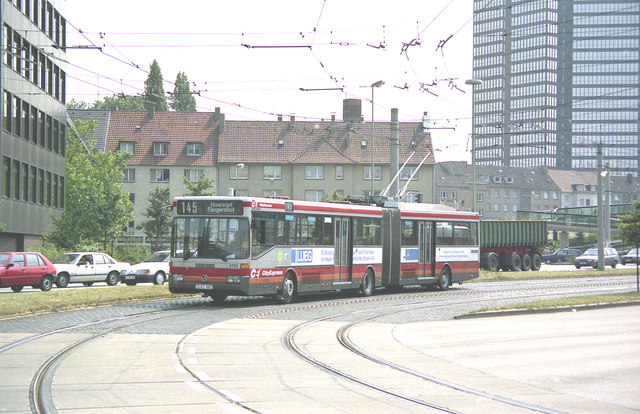
Ein O 405 GTD der Essener EVAG mit zusätzlichen Türen auf der linken Seite

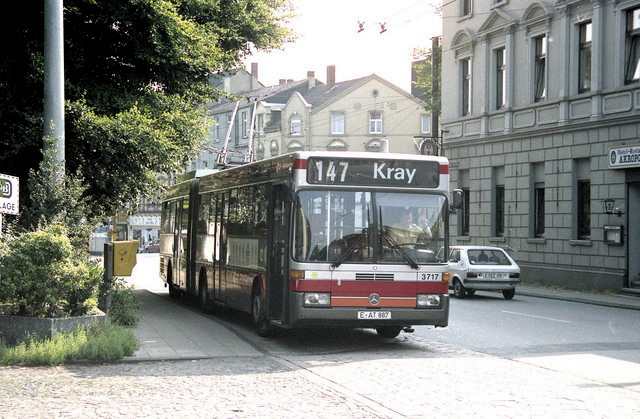
Essen: Wagen 3717 im E-Betrieb im Stadtteil Kray

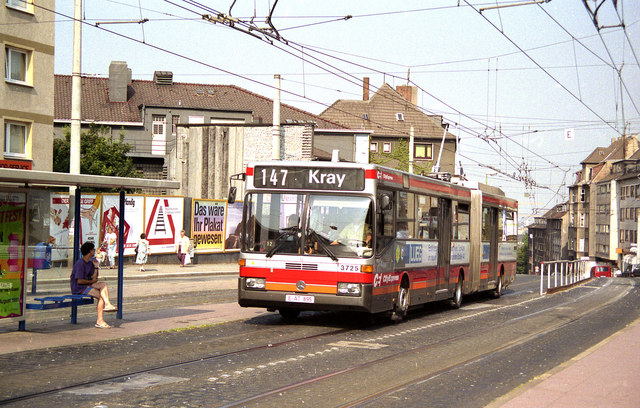
3727 an der Haltestelle Wasserturm

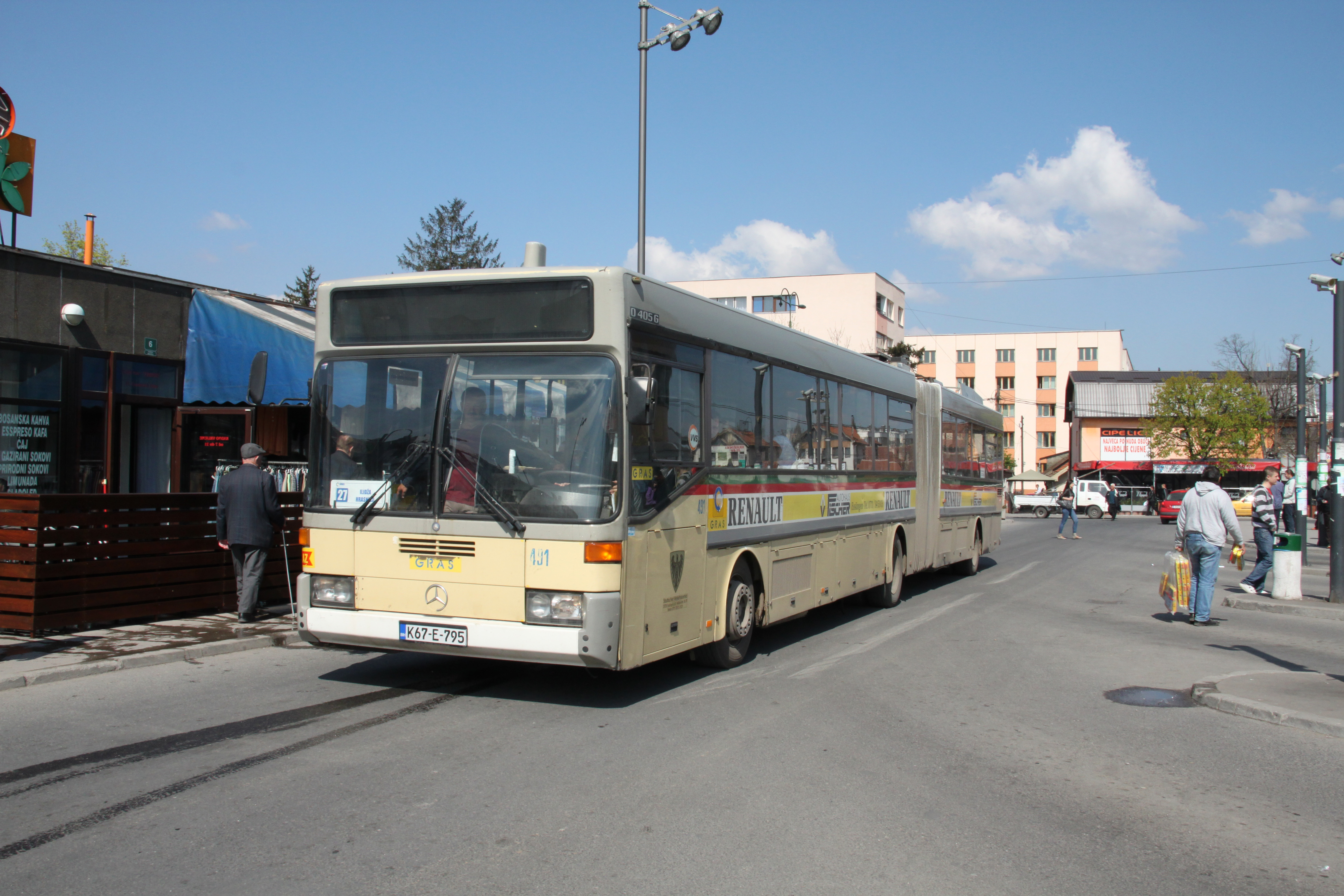
Sarajevo: ein ehemals Esslinger O 405 GTD nach seinem Umbau zum Dieselbus

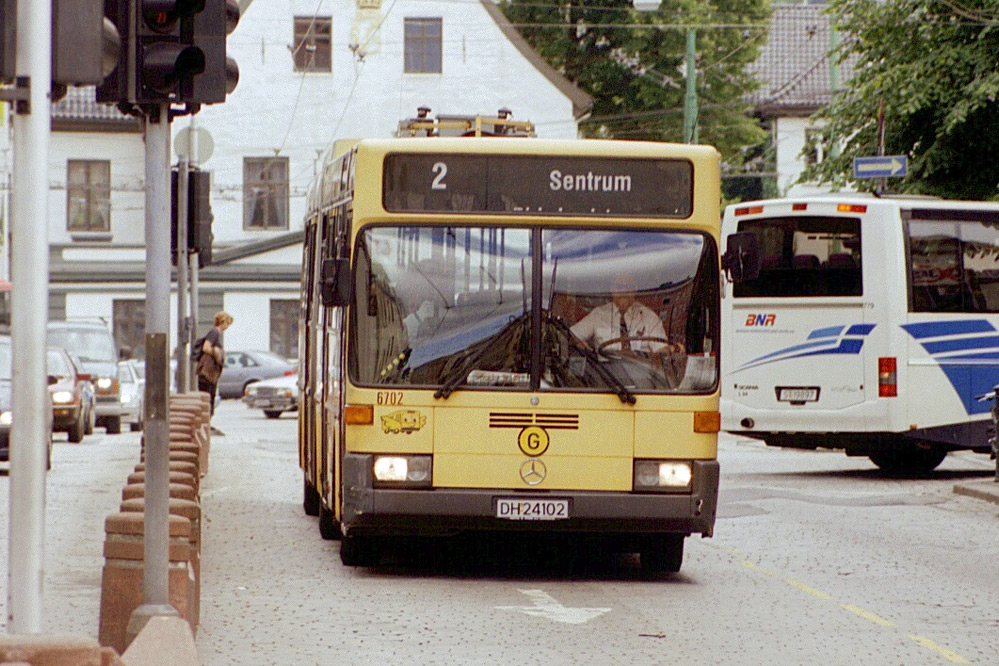
Bergen: ein O 405 GTD auf der O-Buslinie 2

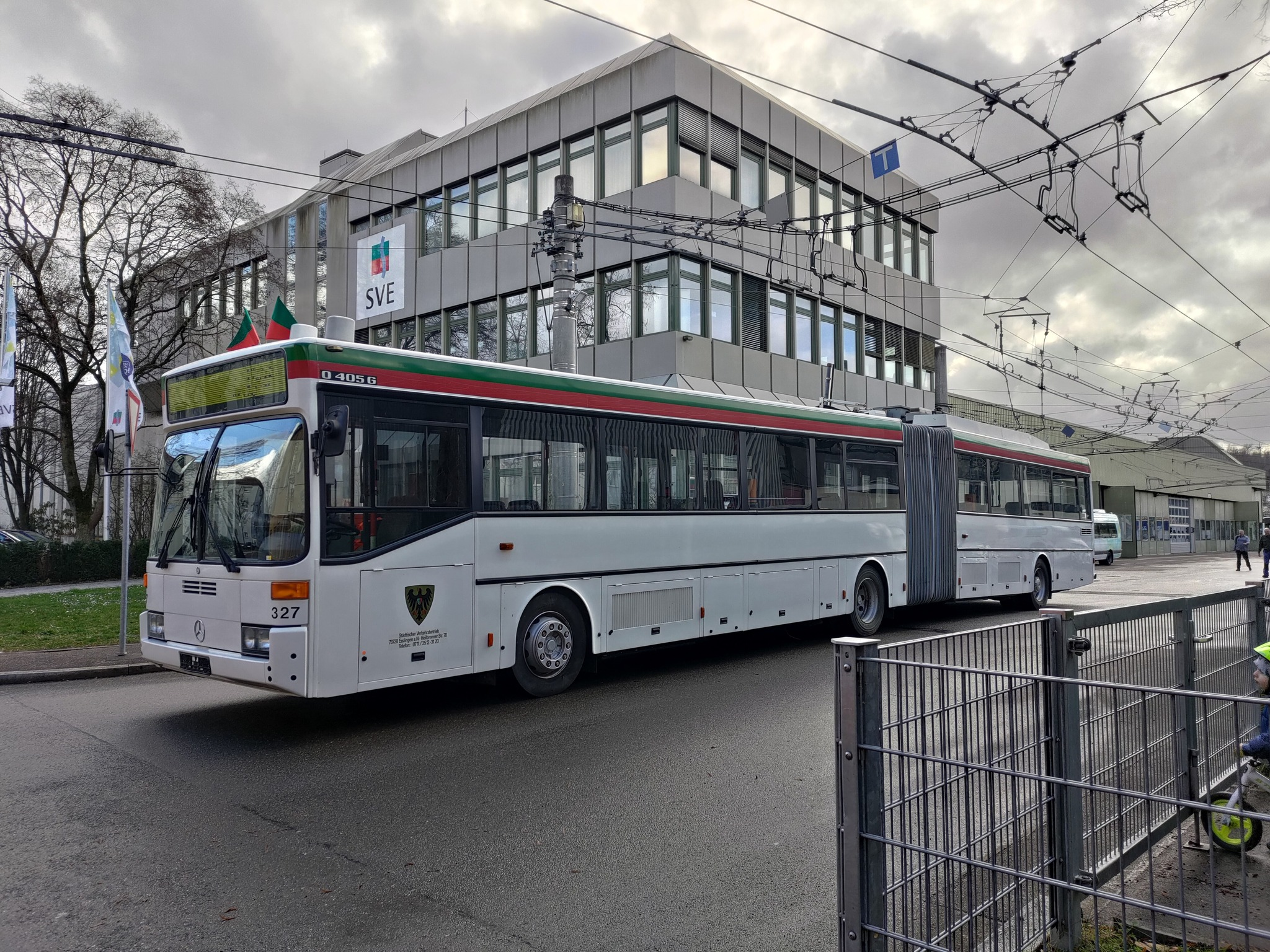
SVE Wagen 327 am Tag der Überführung ins Straßenbahn Museum Stuttgart aufgestellt zu Foto Zwecken an der Ausfahrt des SVE Betriebshofs.

Der Mercedes-Benz O 405 GTD ist ein Duo-Bus-Typ von Daimler-Benz, welcher auf der konventionellen Gelenkbus-Baureihe Mercedes-Benz O 405 G basiert. Die elektrische Ausrüstung wurde von AEG zugeliefert. Die Typenbezeichnung GTD steht dabei für Gelenk-Trolleybus mit Dieselantrieb.

## Geschichte
Im Anschluss an die Vorgängerbaureihe O 305 GTD, dessen Produktionsumfang sich jedoch auf lediglich vier Fahrzeuge beschränkte, wurden in den Jahren von 1986 bis 1995 insgesamt 47 Exemplare vom Typ O 405 GTD hergestellt. Davon waren insgesamt 20 Exemplare mit Spurführungen für den Spurbus-Betrieb ausgerüstet. Die O 405 GTD verteilten sich folgendermaßen auf die Oberleitungsbus-Betriebe:
| Baujahre  | Stück | Betrieb                                             | Nummern                            |
| --------- | ----- | --------------------------------------------------- | ---------------------------------- |
| 1986/1987 | 18    | Essener Verkehrs-AG (EVAG)                          | 3711–3728                          |
| 1987      | 2     | Testfahrzeuge für die O-Bahn-Versuchsanlage Rastatt | Kennzeichen RA-D 922 und RA-LE 529 |
| 1988–1995 | 19    | Oberleitungsbus Esslingen am Neckar                 | 310–328                            |
| 1992      | 1     | Oberleitungsbus Kapfenberg                          | 31                                 |
| 1992–1994 | 3     | Oberleitungsbus Bergen                              | 6701–6703                          |
| 1993      | 2     | Kopenhagen                                          | 1 + 2                              |
| 1993      | 2     | Oberleitungsbus Potsdam                             | 993 + 994                          |

- Eine Besonderheit waren dabei die 18 Essener Wagen; sie wurden zu Beginn der 1990er-Jahre im Rahmen des erweiterten Spurbus-Betriebs mit zusätzlichen Türen auf der linken Seite ausgestattet. Diese waren Voraussetzung für die Bedienung der Mittelbahnsteige im innerstädtischen Stadtbahntunnel, der sogenannten Ost-West-Spange.
- Der Rastatter Wagen mit dem Kennzeichen RA-LE 529 wurde 1990 nach Kapfenberg abgegeben und unter der Betriebsnummer 30 in den dortigen Bestand eingereiht. Der zweite Rastatter Wagen mit dem Kennzeichen RA-D 922 diente dem Hersteller als Vorführwagen, sein weiterer Verbleib ist unbekannt.
- Die beiden Potsdamer Wagen wurden 1995 nach Aufgabe des Potsdamer O-Bus-Netzes an die Mürztaler Verkehrs-Gesellschaft abgegeben, die sie mit den neuen Nummern 32 (ex 994) und 33 (ex 993) einsetzte.
- Die vier in Kapfenberg verbliebenen Wagen wurden anlässlich der Einstellung des dortigen Betriebs zu reinen Dieselbussen umgebaut, als erster Ende 2000 der Wagen 31.

Seit 2011 verkehrt kein O 405 GTD mehr bei seinem Ursprungsbetrieb. Die meisten Wagen konnten von ihren Erstbesitzern nach Bosnien-Herzegowina, Bulgarien, Russland, Rumänien, Belarus, an den Omnibusbetrieb Kirchmeyer in Groß-Umstadt oder an die Stadtwerke Schweinfurt verkauft werden. Die Zweitbesitzer bauten die O 405 GTD größtenteils zu reinen Dieselbussen um, sofern dies nicht bereits durch den Erstbesitzer erfolgt war. Ein weiteres Exemplar blieb beim Verein Stuttgarter Historische Straßenbahnen museal erhalten: Der Esslinger Wagen 327 befindet sich seit dem 4. Februar 2023 im Straßenbahnmuseum Stuttgart. Besitzer ist jedoch wieder der Städtische Verkehrsbetrieb Esslingen, der sich entschied, das Fahrzeug nach elf Jahren von einem privaten Eigentümer zurückzukaufen. Eine betriebsfähige Aufarbeitung sei vorgesehen, das Fahrzeug momentan jedoch nur im Dieselmodus betriebsfähig. Ob sich der Elektromodus wieder instand setzen lässt, ist bislang nicht bekannt. Der Wagen ist in der für Besucher zugänglichen unteren Halle des Straßenbahnmuseums ausgestellt.
Nachfolger des O 405 GTD wäre der niederflurige O 405 GNTD gewesen, dessen Produktion jedoch nie über die eines einzigen Prototyps hinauskam.